# Palacios de la Sierra (kommunhuvudort)
Palacios de la Sierra är en kommunhuvudort i Spanien.   Den ligger i provinsen Provincia de Burgos och regionen Kastilien och Leon, i den centrala delen av landet, 180 km norr om huvudstaden Madrid. Palacios de la Sierra ligger 1 064 meter över havet och antalet invånare är 875.
Terrängen runt Palacios de la Sierra är kuperad norrut, men söderut är den platt. Runt Palacios de la Sierra är det glesbefolkat, med 20 invånare per kvadratkilometer. Närmaste större samhälle är San Leonardo de Yagüe, 15,6 km söder om Palacios de la Sierra. I omgivningarna runt Palacios de la Sierra växer i huvudsak blandskog.